# KP Brno (basketbal)
KP Brno (celým názvem: Sportovní klub Královo Pole Brno) je český ženský basketbalový klub, který sídlí v brněnském Králově Poli v Jihomoravském kraji. Oddíl patří pod hlavičku mateřského klubu SK KP Brno. Klubové barvy jsou zelená a bílá. Královopolský celek je stabilním účastníkem ženské nejvyšší soutěže, s výjimkou ročníků 1960–1962 a 2002–2005 působil pokaždé v první lize.
Klub byl založen v roce 1960 jako součást Tělovýchovné jednoty Královopolské strojírny. Účastníkem nejvyšší soutěže se stal ženský oddíl již pro sezónu 1962/63, kdy obsadil čtvrtou pozici. V sedmdesátých a osmdesátých letech obsazovalo ženské družstvo několikrát medailové pozice, ovšem s výjimkou té nejcennější a to zlaté. Několikrát se také v tomto období kvalifikovalo do evropských pohárů, v jejich případě do Poháru Ronchettiové. Zde bylo největším úspěchem dosažení finále v ročníku 1981/82, ve kterém podlehlo ženskému družstvu Spartaku Moskva (dnešní Spartak Noginsk) rozdílem 68:89. Stříbrná medaile z tohoto ročníku je dosavadním největším úspěchem klubu v evropských pohárech.
Po zániku Československa se klub potýkal s finančními problémy, které vyvrcholily prvním sestupem z nejvyšší soutěže v ročníku 2001/02. Do nejvyšší soutěže se pak KP vrátilo po třech letech a to jenom díky finanční podpoře firmy Valosun. Tato firma byla v názvu klubu v letech 2004–2016, výraznějších úspěchů se s ní ovšem hlavní ženské družstvo nesetkalo. První medaile se tak dočkalo až po jeho odchodu v ročníku 2016/17, kdy obsadilo bronzovou třetí pozici. Následující sezóna 2017/18 byla pro klub v domácích soutěžích vůbec tou nejúspěšnější. V domácím poháru se ženskému družstvu podařilo dostat až do finále, kde porazily hradecké Sokolice a získaly tak pro královopolský basketbal historicky první svazovou trofej. V domácí lize se pak ženské družstvo dostalo také do finále, zde ovšem narazilo na těžší kalibr v podobě basketbalistek USK Praha. Po třech finálových porážkách pak obsadily královopolanky pouze druhé místo, což bylo i tak nejlepším umístěním v lize po čtyřiadvaceti letech.
Své domácí zápasy odehrává v velké sportovní hale Vodova s kapacitou 2 900 diváků.

## Historické názvy
Zdroj: 
- 1960 – TJ KPS Brno (Tělovýchovná jednota Královopolské strojírny Brno)
- 1992 – KP Morcan Brno (Královo Pole Morcan Brno)
- 1994 – Repros KP Brno (Repros Královo Pole Brno)
- 1996 – ICEC Brno KP (ICEC Brno Královo Pole)
- 1997 – Lachema Brno
- 2000 – Basketbal SK Královo Pole (Basketbal Sportovního klubu Královo Pole)
- 2004 – Valosun Brno
- 2012 – Valosun KP Brno (Valosun Královo Pole Brno)
- 2016 – KP Brno (Sportovní klub Královo Pole Brno)
- 2023 – KP TANY Brno

## Získané trofeje

### Vyhrané domácí soutěže
- Český pohár v basketbalu žen ( 1× )
  - 2017/18[9]

### Vyhrané mezinárodní soutěže
- Central Europe Women's League ( 1× )
  - 2016/17[11]

## Soupiska sezóny 2022/2023
| Číslo | Stát  | Hráčka               | Ročník | Výška  |
| ----- | ----- | -------------------- | ------ | ------ |
| 3     | Česko | Natálie Vlčková      | 2003   | 178 cm |
| 4     | Česko | Tereza Procházková   | 2005   | 151 cm |
| 5     | Česko | Eva Kopecká          | 1996   | 171 cm |
| 7     | Česko | Petra Malíková       | 2002   | 178 cm |
| 8     | Česko | Karolína Fadrhonsová | 1997   | 172 cm |
| 9     | Česko | Karolína Šotolová    | 1999   | 167 cm |
| 10    | Česko | Terezie Křenková     | 2003   | 180 cm |
| 11    | Česko | Ludmila Dudáčková    | 2000   | 180 cm |
| 15    | Česko | Dominica Hynková     | 2004   | 178 cm |
| 17    | Česko | Anežka Kopecká       | 2000   | 181 cm |
| 18    | Česko | Kateřina Galíčková   | 2000   | 182 cm |
| 31    | Česko | Tereza Rosůlková     | 2002   | 185 cm |
| 33    | Česko | Tereza Trávníčková   | 2005   | 187 cm |

## Umístění v jednotlivých sezonách
Stručný přehled
Zdroj: 
- 1960–1962: 2. liga (2. ligová úroveň v Československu)
- 1962–1993: 2. liga (2. ligová úroveň v Československu)
- 1993–2002: 1. liga (1. ligová úroveň v České republice)
- 2002–2005: 2. liga (2. ligová úroveň v České republice)
- 2005– : Ženská basketbalová liga (1. ligová úroveň v České republice)
- 2007–2014: Central Europe Women's League (mezinárodní soutěž)
- 2016–2017: Central Europe Women's League (mezinárodní soutěž)

Jednotlivé ročníky
Zdroj: 
Legenda: ZČ - základní část, červené podbarvení - sestup, zelené podbarvení - postup, fialové podbarvení - reorganizace, změna skupiny či soutěže
| Československo (1960 – 1993) |                           |           |         |                  |                               |
| Sezóna                       | Název v ročníku           | Úroveň    | Soutěž  | ZČ               | Play-off                      |
| 1960/61                      | TJ KPS Brno               | 2. úroveň | 2. liga | ?. místo         |                               |
| 1961/62                      | TJ KPS Brno               | 2. úroveň | 2. liga | ?. místo         |                               |
| 1962/63                      | TJ KPS Brno               | 1. úroveň | 1. liga | 4. místo         |                               |
| 1963/64                      | TJ KPS Brno               | 1. úroveň | 1. liga | 3. místo         |                               |
| 1964/65                      | TJ KPS Brno               | 1. úroveň | 1. liga | 2. místo         |                               |
| 1965/66                      | TJ KPS Brno               | 1. úroveň | 1. liga | 2. místo         |                               |
| 1966/67                      | TJ KPS Brno               | 1. úroveň | 1. liga | 3. místo         |                               |
| 1967/68                      | TJ KPS Brno               | 1. úroveň | 1. liga | 5. místo         |                               |
| 1968/69                      | TJ KPS Brno               | 1. úroveň | 1. liga | 6. místo         |                               |
| 1969/70                      | TJ KPS Brno               | 1. úroveň | 1. liga | 5. místo         |                               |
| 1970/71                      | TJ KPS Brno               | 1. úroveň | 1. liga | 3. místo         |                               |
| 1971/72                      | TJ KPS Brno               | 1. úroveň | 1. liga | 6. místo         |                               |
| 1972/73                      | TJ KPS Brno               | 1. úroveň | 1. liga | 3. místo         |                               |
| 1973/74                      | TJ KPS Brno               | 1. úroveň | 1. liga | 2. místo         |                               |
| 1974/75                      | TJ KPS Brno               | 1. úroveň | 1. liga | 4. místo         |                               |
| 1975/76                      | TJ KPS Brno               | 1. úroveň | 1. liga | 2. místo         |                               |
| 1976/77                      | TJ KPS Brno               | 1. úroveň | 1. liga | 2. místo         |                               |
| 1977/78                      | TJ KPS Brno               | 1. úroveň | 1. liga | 5. místo         |                               |
| 1978/79                      | TJ KPS Brno               | 1. úroveň | 1. liga | 4. místo         |                               |
| 1979/80                      | TJ KPS Brno               | 1. úroveň | 1. liga | 2. místo         |                               |
| 1980/81                      | TJ KPS Brno               | 1. úroveň | 1. liga | 3. místo         |                               |
| 1981/82                      | TJ KPS Brno               | 1. úroveň | 1. liga | 5. místo         |                               |
| 1982/83                      | TJ KPS Brno               | 1. úroveň | 1. liga | 3. místo         |                               |
| 1983/84                      | TJ KPS Brno               | 1. úroveň | 1. liga | 4. místo         | Zápas o 3. místo (prohra)     |
| 1984/85                      | TJ KPS Brno               | 1. úroveň | 1. liga | ?. místo         | Skupina o umístění (5. místo) |
| 1985/86                      | TJ KPS Brno               | 1. úroveň | 1. liga | ?. místo         | Zápas o 3. místo (prohra)     |
| 1986/87                      | TJ KPS Brno               | 1. úroveň | 1. liga | ?. místo         | Zápas o 3. místo (výhra)      |
| 1987/88                      | TJ KPS Brno               | 1. úroveň | 1. liga | ?. místo         | Skupina o umístění (6. místo) |
| 1988/89                      | TJ KPS Brno               | 1. úroveň | 1. liga | ?. místo         | Skupina o umístění (7. místo) |
| 1989/90                      | TJ KPS Brno               | 1. úroveň | 1. liga | ?. místo         | Skupina o umístění (7. místo) |
| 1990/91                      | TJ KPS Brno               | 1. úroveň | 1. liga | ?. místo         | Skupina o umístění (6. místo) |
| 1991/92                      | TJ KPS Brno               | 1. úroveň | 1. liga | ?. místo         | Skupina o umístění (9. místo) |
| 1992/93                      | KP Morcan Brno            | 1. úroveň | 1. liga | 7. místo         |                               |
| Česko (1993 – )              |                           |           |         |                  |                               |
| Sezóna                       | Název v ročníku           | Úroveň    | Soutěž  | ZČ               | Play-off                      |
| 1993                         | KP Morcan Brno            | 1. úroveň | 1. liga | 2. místo         | Finále                        |
| 1993/94                      | KP Morcan Brno            | 1. úroveň | 1. liga | 2. místo         | Finále                        |
| 1994/95                      | Repros KP Brno            | 1. úroveň | 1. liga | ?. místo         | Zápas o 3. místo (prohra)     |
| 1995/96                      | Repros KP Brno            | 1. úroveň | 1. liga | 8. místo         |                               |
| 1996/97                      | ICEC Brno KP              | 1. úroveň | 1. liga | 5. místo         |                               |
| 1997/98                      | Lachema Brno              | 1. úroveň | 1. liga | ?. místo         | Zápas o 3. místo (prohra)     |
| 1998/99                      | Lachema Brno              | 1. úroveň | 1. liga | 5. místo         | Předkolo                      |
| 1999/00                      | Lachema Brno              | 1. úroveň | 1. liga | 4. místo         | Zápas o 3. místo (prohra)     |
| 2000/01                      | Basketbal SK Královo Pole | 1. úroveň | 1. liga | 8. místo         | Play-out (4. místo)           |
| 2001/02                      | Basketbal SK Královo Pole | 1. úroveň | 1. liga | 8. místo         | Baráž o udržení (prohra)      |
| 2002/03                      | Basketbal SK Královo Pole | 2. úroveň | 2. liga | ?. místo         |                               |
| 2003/04                      | Basketbal SK Královo Pole | 2. úroveň | 2. liga | 7. místo         | Play-out (4. místo)           |
| 2004/05                      | Valosun Brno              | 2. úroveň | 2. liga | 2. místo         |                               |
| 2005/06                      | Valosun Brno              | 1. úroveň | ŽBL     | 8. místo         |                               |
| 2006/07                      | Valosun Brno              | 1. úroveň | ŽBL     | 5. místo         | Čtvrtfinále                   |
| 2007/08                      | Valosun Brno              | 1. úroveň | ŽBL     | 4. místo         | Zápas o 3. místo (prohra)     |
| 2008/09                      | Valosun Brno              | 1. úroveň | ŽBL     | 4. místo         | Zápas o 3. místo (prohra)     |
| 2009/10                      | Valosun Brno              | 1. úroveň | ŽBL     | 6. místo         | Zápas o 5. místo (prohra)     |
| 2010/11                      | Valosun Brno              | 1. úroveň | ŽBL     | 5. místo         | Zápas o 3. místo (prohra)     |
| 2011/12                      | Valosun Brno              | 1. úroveň | ŽBL     | 7. místo         | Osmifinále                    |
| 2012/13                      | Valosun KP Brno           | 1. úroveň | ŽBL     | 6. místo         | Čtvrtfinále                   |
| 2013/14                      | Valosun KP Brno           | 1. úroveň | ŽBL     | 3. místo         | Zápas o 3. místo (prohra)     |
| 2014/15                      | Valosun KP Brno           | 1. úroveň | ŽBL     | 3. místo         | Čtvrtfinále                   |
| 2015/16                      | Valosun KP Brno           | 1. úroveň | ŽBL     | 5. místo         | Čtvrtfinále                   |
| 2016/17                      | KP Brno                   | 1. úroveň | ŽBL     | 3. místo         | Zápas o 3. místo (výhra)      |
| 2017/18                      | KP Brno                   | 1. úroveň | ŽBL     | 3. místo         | Finále                        |
| 2018/19                      | KP Brno                   | 1. úroveň | ŽBL     | 2. místo         | Zápas o 3. místo (prohra)     |
| 2019/20                      | KP Brno                   | 1. úroveň | ŽBL     |                  |                               |
| 2020/21                      | KP Brno                   | 1. úroveň | ŽBL     | 4. místo         | Zápas o 3. místo (prohra)     |
| 2021/22                      | KP Brno                   | 1. úroveň | ŽBL     | 4. místo         | Zápas o 3. místo (prohra)     |
| 2022/23                      | KP Brno                   | 1. úroveň | ŽBL     | 3. místo         |                               |
| 2023/24                      | KP TANY Brno              | 1. úroveň | ŽBL     | 3. místo         | Zápas o 3. místo (výhra)      |
| Celoevropské soutěže         |                           |           |         |                  |                               |
| Sezóna                       | Název v ročníku           | Úroveň    | Soutěž  | ZČ               | Play-off                      |
| 2007/08                      | Valosun Brno              | 1. úroveň | CEWL    | ?. místo (sk. B) | Nadstavba F (?. místo)        |
| 2008/09                      | Valosun Brno              | 1. úroveň | CEWL    | 1. místo (sk. B) | Finálová skupina (2. místo)   |
| 2009/10                      | Valosun Brno              | 1. úroveň | CEWL    | 3. místo (sk. B) |                               |
| 2010/11                      | Valosun Brno              | 1. úroveň | CEWL    | ?. místo (sk. B) |                               |
| 2011/12                      | Valosun Brno              | 1. úroveň | CEWL    | ?. místo (sk. A) |                               |
| 2012/13                      | Valosun KP Brno           | 1. úroveň | CEWL    | 2. místo (sk. B) | Finálová skupina (3. místo)   |
| 2013/14                      | Valosun KP Brno           | 1. úroveň | CEWL    | 5. místo         |                               |
| 2016/17                      | KP Brno                   | 1. úroveň | CEWL    | 1. místo (sk. A) | Vítěz                         |

## Účast v mezinárodních pohárech
Zdroj: 
| Výkonnostní úrovně                                                              |
| superpohár – Superpohár v basketbalu žen                                        |
| 1. výkonnostní úroveň – Pohár mistrů evropských zemí, Euroliga v basketbalu žen |
| 2. výkonnostní úroveň – Pohár Ronchettiové, EuroCup v basketbalu žen            |

Legenda: EL - Euroliga v basketbalu žen, PMEZ - Pohár mistrů evropských zemí, EC - EuroCup v basketbalu žen, SP - Superpohár v basketbalu žen, PR - Pohár Ronchettiové
- PR 1973/74 – Semifinále
- PR 1977/78 – Základní skupina D (2. místo)
- PR 1978/79 – Základní skupina A (2. místo)
- PR 1980/81 – Základní skupina D (3. místo)
- PR 1981/82 – Finále
- PR 1983/84 – 1. předkolo
- PR 1987/88 – 1. předkolo
- PR 1993/94 – 1. předkolo
- PR 1994/95 – 3. předkolo
- PR 2000/01 – 2. předkolo
- EC 2015/16 – Základní skupina G (3. místo)
- EC 2016/17 – Předkolo
- EC 2017/18 – Základní skupina I (4. místo)
- EC 2018/19 – Základní skupina G (4. místo)
- EC 2019/20 –